# Jacques Cœur
Jacques Cœur (Bourges, 1395 – Chio, 25 novembre 1456) è stato un mercante francese, grande tesoriere di Carlo VII.

## Biografia
Come uomo d'affari, inviò le sue navi in tutto il mondo allora conosciuto, costituendo la più considerevole fortuna d'Europa. Le sue relazioni commerciali più importanti avvenivano con i paesi del Levante, la Spagna e l'Italia e la sua rete di scambi aveva sedi ad Avignone, Lione, Limoges, Rouen, Parigi e Bruges, con attività che spaziavano dalle banche, ai cambi, alle miniere.
La vita di questo figlio di pellettiere cambiò nel 1418, quando sposò la nipote del maestro della zecca della sua città natale, che lo introdusse alla corte del futuro Carlo VII, dove ottenne la protezione della favorita Agnès Sorel.

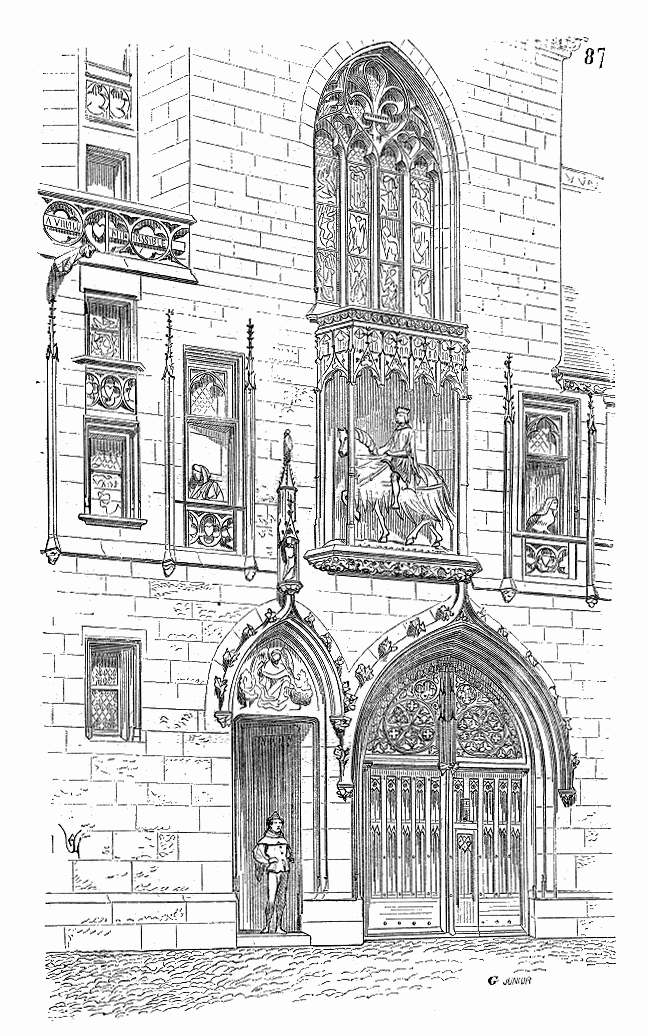
Porta del Palazzo Jacques Cœur, a Bourges

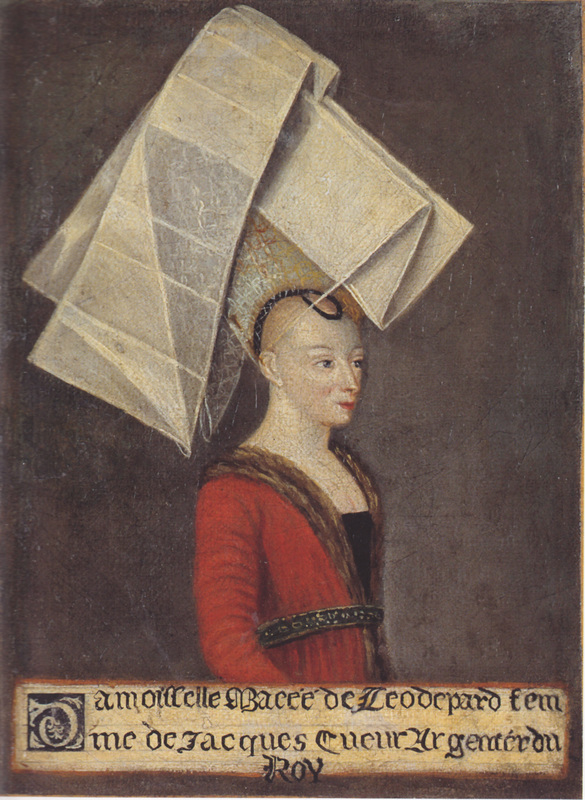
Macée de Léodepart, moglie di Jaques Coeur

Nel 1432, di ritorno da Damasco, Jacques Cœur sbarcò in Linguadoca durante una grande epidemia di peste. Gettò le basi per il commercio con il Levante: ben presto la sua flotta servì tutto il Mediterraneo. Come centro per i suoi affari, scelse Montpellier, attirato dalla vivacità culturale della città e per i suoi legami con i paesi arabi. Accumulò un'immensa fortuna: acquistò splendidi palazzi, una trentina di signorie, e prestò denaro al re stesso. Carlo VII lo nominò tesoriere dei suoi beni e lo rese nobile nel 1441. Il re gli affidò numerose missioni diplomatiche, e ricorse più di una volta al suo aiuto economico: nel 1448, Jacques Cœur gli prestò 200 000 scudi d'oro. Ricoprì incarichi ufficiali (maestro della Zecca nel 1436, tesoriere del re nel 1439, consigliere del re nel 1442 ed esattore di gabella nel 1443). Contribuì al risanamento della Zecca e convocò il Parlamento di Tolosa nel 1443.
Fece costruire un fastoso palazzo a Bourges, oltre a collegi a Parigi, Montpellier e Bourges. Il suo motto, A vaillans cuers riens impossible (francese arcaico: Ai cuori valenti niente è impossibile), è ancora oggi noto.
Jacques Cœur era molto invidiato per la sua ricchezza e i suoi nemici ebbero la possibilità di agire dopo la morte della protettrice Agnès Sorel, quando il re lo abbandonò all'avidità dei cortigiani.
Accusato di crimini immaginari, prosciolto da un'accusa di avvelenamento, fu arrestato per malversazione nel 1451, condannato alla reclusione, i suoi beni confiscati; un decreto gli risparmiò la pena di morte, per i servizi resi. Nel 1454 evase dalla prigione riparando a Roma, dove papa Callisto III gli affidò la guida di una parte della flotta da lui armata contro i turchi. Jacques Cœur si ammalò durante la campagna, morendo nell'isola greca di Chio nel 1456.

La sua memoria fu riabilitata da Luigi XI.

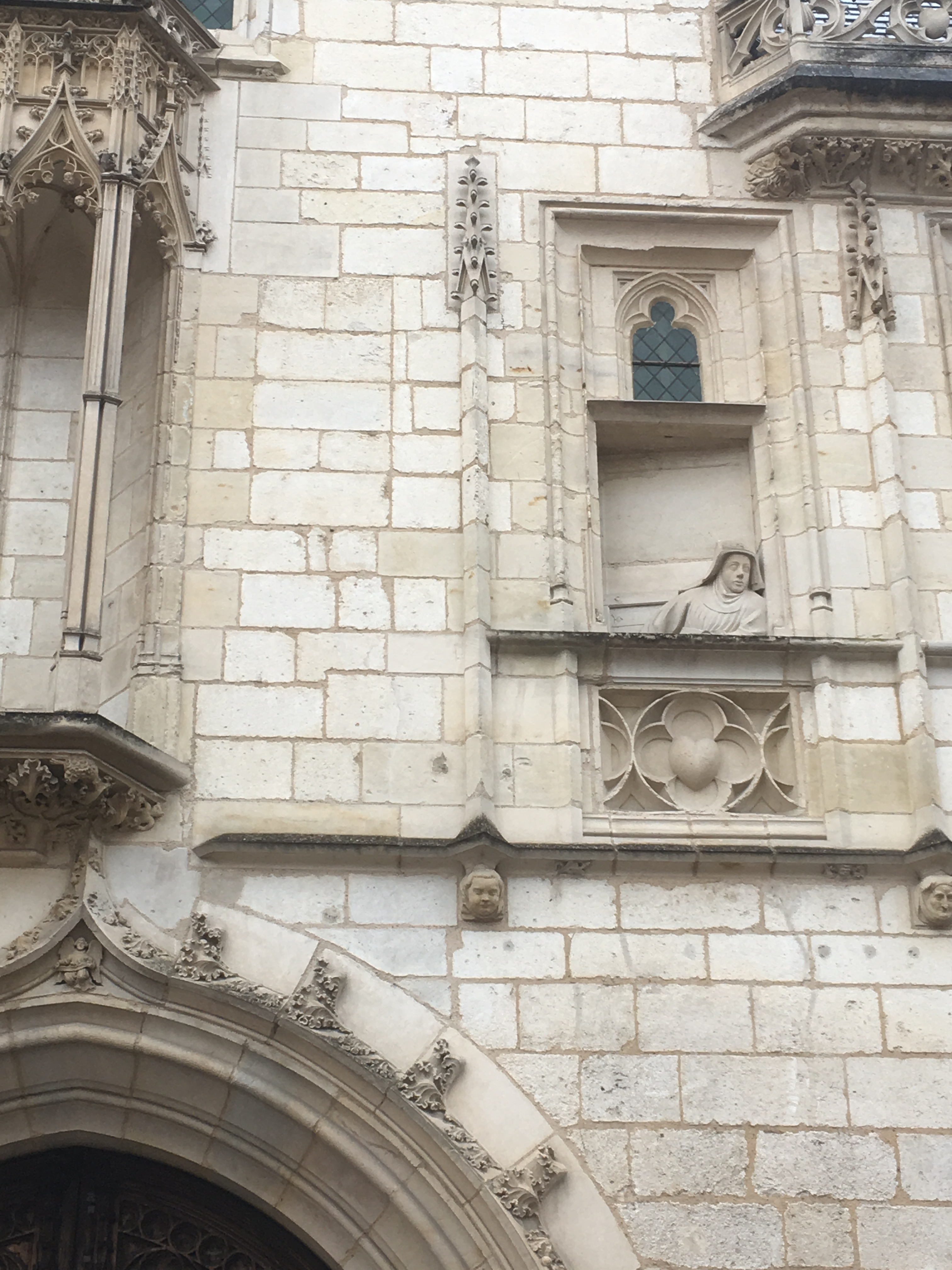
Macéè de Léodepart sulla facciata del Palais Jacques Coeur, XV seco.
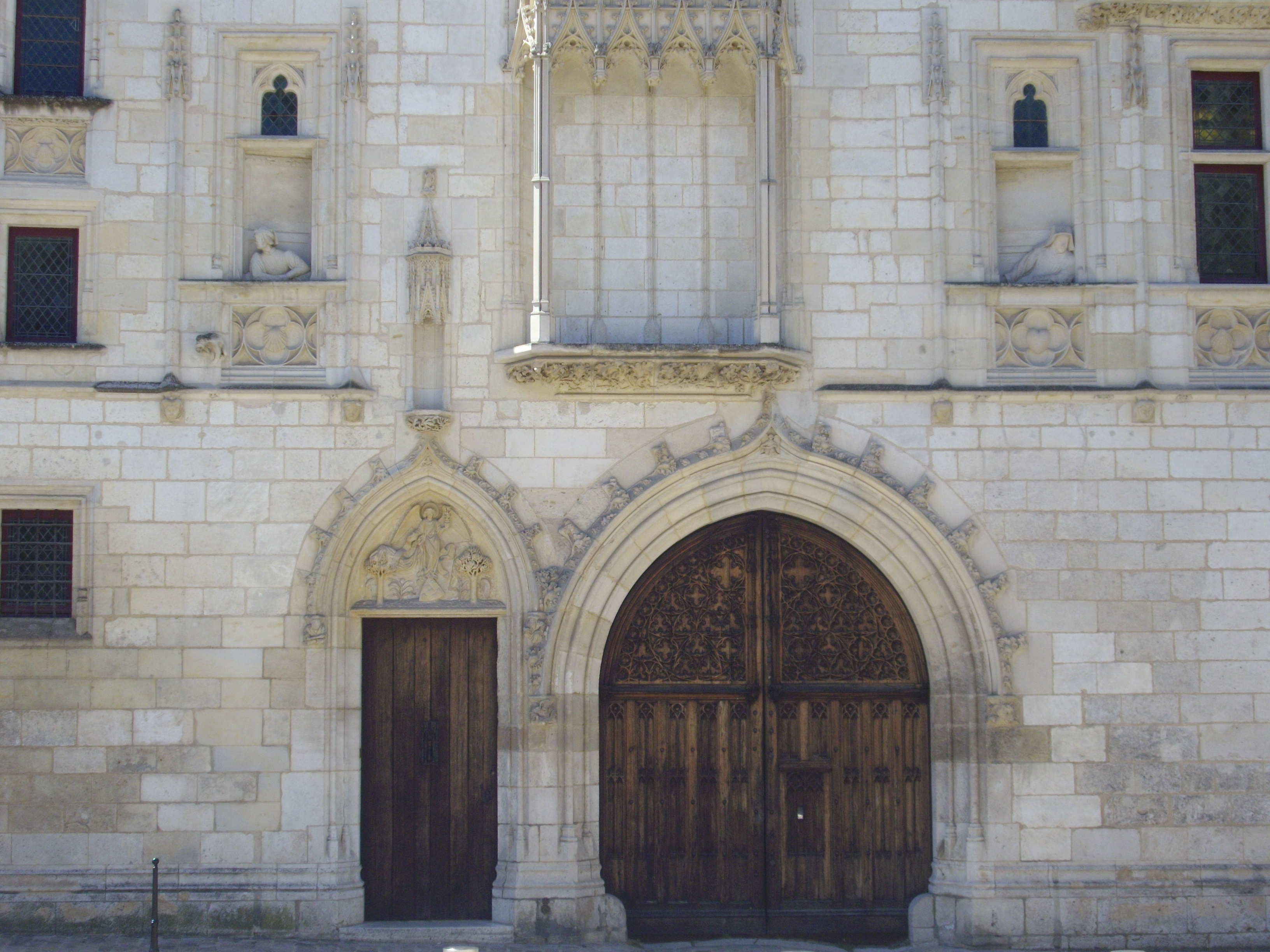
Statue murarie di Jacques Coeur e di Macée che si affacciano dalle finestre del palazzo